# Fjodor Rozmyslov
Fjodor Rozmyslov (rusky Фёдор Розмыслов) (18. století? Ruské impérium - 1771) byl ruský navigátor, mořeplavec a průzkumník, který položil základy ruského výzkumu Nové země.

## Životopis
Není známo kdy a kde se narodil. V roce 1740 nastoupil jako kadet na Akademii námořní stráže v Petrohradě. V letech 1744-1766 se každoročně plavil v Baltském moři, také uskutečnil čtyři plavby z Kronštadtu do Archangelsku a zpět. V roce 1760 získal hodnost navigátora druhého stupně.
V roce 1768 byl pověřen vedením první velké ruské expedice k Nové zemi. Měl za úkol prozkoumat úžinu Matočkin Šar, pokud to bude možné, pak úžinou proplout do Karské moře a pokračovat k ústí Obu, popřípadě prozkoumat další možnosti plavby až k americkému kontinentu. Expedice se zúčastnil kormidelník Jakov Čerakin, který byl v úžině Matočkin Šar již v roce 1766, dále podnavigátor Gubin, dva námořníci 1. třídy a dalších devět námořníků. Dne 10. července 1768 vypluli z Archangelsku na třístěžňovém kočmaru k západnímu ústí průlivu Matočkin Šar, který odděluje Severní a Jižní ostrov Nové země. K ústí připluli 15. srpna 1768. Rozmyslov v úžině zakresloval území do mapy a také měřil hloubku moře v úžině. Ve východním ústí úžiny, v Tulení zátoce a na Dřevěném mysu postavili dvě chaty, kde se expedice rozdělila do dvou skupin a přezimovala. Během zimy utrpěli první ztráty, když na kurděje zemřel Jakov Čerakin a 6 dalších členů výpravy.
Na jaře 1769 Rozmyslov pokračoval v geodetických pracích. Na začátku srpna výprava vyplula do Karského moře, ale poškozené obložení trupu kočmaru a pevný led neumožnil lodi pokračovat dál východním směrem. V mlze byli zatlačeni na sever od východního ústí úžiny, kde objevili záliv, který Rozmyslov pojmenoval Neznámým zálivem. Byli v nezáviděníhodné situaci, jejich loď byla poškozená a Karské moře plné ledu, k tomu většina námořníků trpěla kurdějemi, kterým v zálivu podlehl námořník Vasilij Marcev. Výprava již nebyla schopná plout dále na východ, kurdějemi sužovaný Rozmyslov rozhodl vytáhnout loď na souš a opravit ji. Během oprav, které se nedařily, k pobřeží připlula rybářská loď kapitána Antona Jermolina, který přesvědčil Rozmyslova se vrátit zpět do Archangelsku. Ještě před návratem nechal na východním pobřeží vztyčit velký měděný kříž, který ukazoval svrchovanost Ruského impéria nad tímto územím.
Po návratu k západnímu ústí úžiny Matočkin Šar se expedice setkala s pomorskou rybářskou lodí. Poničený kočmar ponechali v Nové zemi u ústí řeky Čerakin, pojmenované po zemřelém kormidelníkovi a 9. září 1769 dopluli do Archangelsku. Až do konce roku 1769 Rozmyslov v Archangelsku sepisoval svůj expediční deník, předělával své mapy a vytvořil podrobný popis úžiny Matočkin Šar, popsal především okolní hory, jezera, flóru a faunu. V expedičním deníku neopomněl popsat i meteorologické měření, především počasí v průlivu a data zamrzání a tání ledu.
Zemřel v roce 1771.

## Památka
- Rozmyslovy nunataky ve východní Antarktidě jsou pojmenovány na jeho počest. Nunataky jsou menší hory, který vyčnívají z ledovce nebo sněhového pole.